# Schwarztupfen-Torpedorochen
Der Schwarztupfen-Torpedorochen (Torpedo fuscomaculata) ist eine Rochenart aus der Familie der Zitterrochen. Er kommt im südwestlichen Indischen Ozean von der Küste Mosambiks bis zum Kap Agulhas vor. Sichtungen bei Sri Lanka und bei einigen kleineren Inseln im Indischen Ozean sind unsicher.

## Merkmale
Das größte bekannte Exemplar dieses Rochens hatte eine Länge von 64 cm. Ihre Farbe ist braun bis hellgrau, mit zahlreichen, großen dunkelbraunen bis schwarzen Flecken oder Linien auf dem Rücken. Die Unterseite ist weiß. Die Schwanzflosse ist klein. Um die Spritzlöcher befinden sich zahlreiche kleine Papillen.

## Lebensweise
Schwarztupfen-Torpedorochen leben als Einzelgänger über Sand- und Schlammböden, gehen aber auch in Fels- und Korallenriffe, wo sie sich am Tag in Höhlen verstecken. Sie kommen in Tiefen von drei bis 500 Metern vor. Schwarztupfen-Torpedorochen jagen bodenbewohnende Fische und Tintenfische, wobei sie die Beute mit leichten elektrischen Stößen orten und dann mit starken Stromschlägen betäuben. Sie sind ovovivipar. Nach dem Schlupf bleiben die Jungen im Uterus und werden dort mit einer „Uterus-Milch“ genannten Flüssigkeit ernährt. Im Sommer werden sie schließlich geboren.